# Arman Dartschinjan
Arman Dartschinjan (armenisch Արման Դարչինյան; englisch Arman Darchinyan; * 30. April 1994 in Wanadsor, Armenien) ist ein armenischer Boxer. Er nahm im Mittelgewicht an den Olympischen Sommerspielen 2020 in Tokio teil.

## Amateurkarriere
Arman Dartschinjan wurde 2015 Armenischer Meister im Weltergewicht, sowie 2017, 2018 und 2020 Armenischer Meister im Mittelgewicht.
Er schied bei der Europameisterschaft 2017 in Charkiw im Achtelfinale gegen Max van der Pas, bei den Europaspielen 2019 in Minsk ebenfalls im Achtelfinale gegen Oleksandr Chyschnjak und bei der Weltmeisterschaft 2019 in Jekaterinburg im Viertelfinale gegen Tursynbay Kulachmet aus.
Bei der europäischen Qualifikation erkämpfte er sich mit Siegen gegen Salvatore Cavallaro, Michael Nevin und Giorgi Kharabadze einen Startplatz bei den Olympischen Sommerspielen 2020 in Tokio. Dort schlug er in der Vorrunde Andrej Csemez, schied jedoch im Viertelfinale gegen Eumir Marcial aus.
Bei der Weltmeisterschaft 2021 in Belgrad schied er im Achtelfinale gegen Obed Bartee-El aus.

## Profikarriere
Sein Profidebüt gewann er am 27. Oktober 2019 in Hollywood gegen Kendall Taylor.

## Sonstiges
Er ist Absolvent der Staatlichen Universität Wanadsor und hatte 2004 mit dem Boxsport begonnen. Er ist ein Neffe des Boxers Wachtang Dartschinjan, verheiratet und Vater einer Tochter.